# Crush 40
Crush 40, antigamente conhecida como Sons of Angels, é uma banda de hard rock nipo-americana formada em 1998, que é mais conhecida por fazer diversas contribuições para games, predominantemente para a série Sonic the Hedgehog. O núcleo do grupo é o guitarrista de hard rock e compositor para vídeogame Jun Senoue; e o vocalista Johnny Gioeli, que também é o vocalista da banda Hardline e de Axel Rudi Pell. Devido ao retorno da banda norueguesa Sons of Angels, que já usava esse nome anteriormente, a banda mudou seu nome para Crush 40; e lançou seu segundo álbum com este nome.
Desde a sua formação, Crush 40 lançou os álbuns de estúdio Thrill Of The Feel e Crush 40, além da coletânea The Best of Crush 40 - Super Sonic Songs. A banda também tem contribuído com músicas para trilhas sonoras de jogos que não aparecem nesses álbuns.

## História

### Formação eThrill Of The Feel
Crush 40 começou com o guitarrista Jun Senoue e seu trabalho com a Sega. Depois de se formar na faculdade em 1993, Senoue foi contratado pela Sega para ser um compositor de música para jogos. Seu primeiro projeto foi a criação de duas músicas para Sonic the Hedgehog 3. Mais tarde, trabalhou em outros jogos, como Dark Wizard, Sonic 3D Blast (versão Mega Drive), Sega Rally 2 e Daytona USA: Championship Circuit Edition.
Em 1998, Senoue entrou em contato com o cantor da banda Hardline, Johnny Gioeli, e gravaram sua primeira música como um grupo, "Open Your Heart". Depois de fazer a trilha, que mais tarde seria o tema principal de Sonic Adventure, os dois permaneceram em contato. Antes da versão final, a banda fez sua primeira performance ao vivo durante a apresentação do jogo Sonic Adventure no Tokyo International Forum, com o vocalista provisório Eizo Sakamoto. Pouco tempo depois, Johnny Gioeli gravou os vocais para a versão oficial da música.
Eventualmente, a partir desta relação, foi gerado um projeto para fazer a trilha sonora para um outro jogo que Senoue estava trabalhado, NASCAR Arcade. A banda foi formada sob o nome de Sons of Angels, o mesmo que uma canção que Senoue realizara com Eric Martin em uma trilha sonora de Daytona USA: Championship Circuit Edition.
A banda originalmente incluía Senoue como guitarrista; Gioeli como vocalista; e Naoto Shibata e Hirotsugu Homma da banda Anthem, para tocar baixo e bateria, respectivamente. Em 2000, a banda lançou seu álbum Thrill of The Feel, através da Victor Entertainment. O álbum continha todas as faixas que tinham sido escritas para NASCAR Arcade, mais a faixa bônus Open Your Heart.

### Várias Alterações e Crush 40
A banda ressurgiu durante o desenvolvimento do Sonic Adventure 2. Naoto Shibata e Hirotsugu Homma não poderiam participar porque estavam se apresentando com a banda Loudness e depois com Anthem. Assim, Katsuji Kirita e Takeshi Taneda foram recrutados para tocar as músicas para o game. Com esta formação, gravaram a faixa Live and Learn, o tema principal de Sonic Adventure 2. Essa música viria a se tornar uma das favoritas de Senoue e também a melhor música da banda entre os fãs.
Quando a banda norueguesa Sons of Angels retornou sob este nome, Gioeli e Senoue decidiram mudar o nome da banda para Crush 40. Quando perguntaram a Senoue por que ele escolheu Crush 40 como nome oficial e definitivo, ele respondeu: "Quando nós tivemos que encontrar outro bom [nome], nós escolhemos a palavra que nós gostamos... Crush é uma delas, e Johnny, acrescentou o número nele. Crush é o nome do refrigerante também... esse é o meu favorito!". Crush é uma marca de refrigerantes bastante popular nos EUA.
Dois anos após o lançamento de Sonic Adventure 2, o álbum Crush 40, uma versão europeia de Thrill of the Feel, foi lançado pela Frontiers Records. O álbum contém as mesmas músicas do seu álbum anterior com o mesmo tema de corrida das canções escritas para NASCAR Arcade, mas sem os temas instrumentais do álbum anterior. Senoue alegou que Crush 40 foi o projeto de si mesmo e Gioeli, razão pela qual as faixas instrumentais foram removidas. Houve, no entanto, a inclusão de dois temas da série Sonic: Open Your Heart e Live and Learn, bem como duas faixas bônus: It Doesn't Matter, com o vocalista Tony Harnell; e Escape from the City, com Ted Poley e Tony Harnell. A razão para Senoue incluir estas duas canções foi que ele queria introduzir alguns de suas músicas favoritas com outros cantores para os fãs.

### Continuação do trabalho com a Sega
Crush 40 não lançou nenhum álbum desde 2012, com o lançamento do álbum "Crush 40 Live!". No entanto, a banda escreveu e gravou músicas para alguns jogos. As músicas que a banda apresentou para estes jogos foram lançadas nas trilhas sonoras de cada jogo, sob o selo da Wave Sega Label Entertainment Master.
Em 2003, a Sega anunciou o primeiro jogo multiplataforma para Sonic, Sonic Heroes, que apresentou duas novas músicas de Crush 40: a música tema Sonic Heroes, a "brilhante, canção melódica" e "What I'm Made Of ..." , uma "canção de rock distintamente dura e escura com sensibilidades de metal". A música em si também foi lançada na trilha sonora Triple Threat: Sonic Heroes Vocal Trax. No livreto para Triple Threat: Sonic Heroes Vocal Trax, Katsuji é creditado como o baterista de Sonic Heroes, mas Mark Schulman é creditado como o baterista de "What I'm Made Of ...".
Quando a Sega anunciou Shadow the Hedgehog em 2005, Crush 40 retornou para executar a música tema do jogo, ")I Am … All of Me.  Há uma segunda canção de Crush 40 no jogo: o tema de encerramento Never Turn Back. Ambas as canções também aparecem na trilha sonora do chamada Lost and Found: Shadow the Hedgehog Vocal Trax. Para as contribuições de Crush 40 para esta trilha sonora, a função de baterista foi passada para Toru Kawamura.
Crush 40 também fez contribuições para Sonic the Hedgehog. A banda criou sua própria versão de All Hail Shadow, anteriormente realizada pela banda Magna-Fi, no jogo Shadow the Hedgehog. Crush 40 também gravou uma versão de Sonic the Hedgehog Vocal Traxx: Several Wills|His World, o tema principal de Sonic the Hedgehog. O último destes dois não aparece no jogo, mas ambas as músicas estão na trilha sonora de Sonic the Hedgehog Vocal Traxx: Several Wills.  Kawamura também foi o baterista para esta trilha sonora.
A banda também contribuiu com várias de suas canções, incluindo Live and Learn, para o game Super Smash Bros Brawl. A música também foi destaque em um episódio da versão japonesa de Sonic X.
Em 2008, o álbum True Blue: The Best of Sonic the Hedgehog foi lançado no Japão; e contou com a cobertura de Crush 40 do Sonic; e do tema de Secret Rings, Seven Rings in Hand, originalmente realizado por Steve Conte.  Também estão incluídos no álbum Crush 40 as músicas Live and Learn (2007 Remastered Version); "What I'm Made Of …" (2007 Remastered Version); Sonic Heroes; duas versões de Open Your Heart; duas versões de It Doesn't Matter (com Tony Harnell); e Escape from the City (com canções de Ted Poley e Tony Harnell). O recorde para a banda diversa foi do Sonic e do Black Knight, incluindo o tema principal do jogo Knight of the Wind.
Jun Senoue anunciou recentemente, a bordo do seu site oficial, a mensagem de que ele está trabalhando atualmente em três versões do futuro álbum, Crush 40: The Best of Crush 40 - Super Sonic Songs, com a maioria das canções que Crush 40 fez para videogames da Sega, Jun Senoue: The Works, uma compilação de canções de Senoue em outros jogos, como Sega Rally 2; E.U.A.; Daytona Circuit Edition Champion; e finalmente, The Best of Sonic the Hedgehog Part2: True Colors, que apresentará as canções-tema de todos os personagens da série Sonic.  Estes álbuns estão definidos para serem lançados no Japão durante a queda.
Em 12 de outubro de 2008, Jun Senoue e Johnny Gioeli realizaram um concerto ao vivo no Tokyo Game Show. As canções que eles realizaram incluíram versões encurtadas de "I Am … All Of Me", His World, Sonic Heroes, What I'm Made of e a versão completa do Live and Learn. Crush 40 também realizou uma versão abreviada de Knight of the Wind. A gravação ao vivo deste concerto foi carregada no Youtube; e está vinculada a partir do site da Crush 40. Isto marcou Crush 40 na primeira aparição ao vivo com o cantor Johnny Gioeli.

## Lançamentos
Em 18 de novembro de 2009, a banda lançou uma nova compilação das suas melhores canções. O álbum ffoi chamado de The Best of Crush 40 - Super Sonic Songs.

## Álbuns
- Thrill Of The Feel (2000)
- Crush 40 (2003)
- The Best of Crush 40: Super Sonic Songs (2008)
- Rise Again (2012)
- Live! (2012)
- 2 Nights 2 Remember (2015)
- Driving Through Forever (2019)

### Thrill Of The Feel
Thrill Of The Feel é o álbum de estreia do Crush 40, e também o único álbum lançado sob o seu nome original, Sons of Angels. O álbum contém todas as faixas que a banda gravou para o game NASCAR Arcade, além de Open Your Heart, do jogo Sonic Adventure. Este álbum foi lançado pela Victor Entertainment, saindo apenas no mercado japonês.
Faixas
1. "The Star-Spangled Banner"
2. "Dangerous Ground"
3. "Into the Wind"
4. "Fill It Up"
5. "Revvin 'Up"
6. "Rush for World Crazy"
7. "In the Lead"
8. "Watch Me Fly"
9. "On the Road Again"
10. "Fuel Me"
11. "When the Sun Goes Down"
12. "All the Way"
13. "Open Your Heart" (bonus track)

- Lançado em: 18 de fevereiro de 2003
- Gênero: Hard rock
- Duração: 44:13
- Gravadora: Frontiers Records

### Crush 40
Crush 40 é o segundo álbum de Crush 40, lançado na Europa pela Frontiers Records. O álbum contém muitas das faixas com a mesma sensação de emoção, mas não contém quaisquer faixas instrumentais. As faixas adicionadas são Live and Learn; e as faixas bônus It Doesn't Matter, com Tony Harnell, e Escape from the City, com Ted Poley e Tony Harnell.
Faixas
1. "Live and Learn"
2. "Revvin 'Up"
3. "Into the Wind"
4. "In the Lead"
5. "Watch Me Fly"
6. "Fuel Me"
7. "Dangerous Ground"
8. "All the Way"
9. "Open Your Heart"
10. "It Doesn't Matter" (bonus track)
11. "Escape from the City" (bonus track)

- Lançado em: 18 de novembro de 2009
- Gênero: Hard rock
- Duração: 61:30
- Gravadora: Wave Master

### True Blue: The Best of Sonic The Hedgehog
True Blue: The Best of Sonic The Hedgehog é um álbum de compilação que traz as melhores faixas dos CDs de músicas gravadas para a série Sonic.

### The Best of Crush 40: Super Sonic Songs
The Best of Crush 40: Super Sonic Songs é o terceiro álbum da banda Crush 40. O álbum contém principalmente músicas da série Sonic the Hedgehog, também de alguns de seus álbuns anteriores; e algumas músicas novas. A par das canções também têm sido re-mastered.
Faixas
1. "I Am … All of Me"
2. "His World"
3. "Un-gravitify"
4. "All Hail Shadow"
5. "Never Turn Back"
6. "Revvin 'Up"
7. "Into the Wind"
8. "Watch Me Fly …"
9. "Fire Woman" (cover song)
10. "Sonic Heroes"
11. "What I'm Made of …"
12. "Live Life"
13. "Knight of the Wind"
14. "Live and Learn"
15. "Open Your Heart"
16. "Is It You"